# Ivonaldo Veloso de Melo
Ivonaldo Veloso de Melo (Caruaru, 1943 - São Paulo, 25 de junho de 2016) foi um pintor naïf brasileiro. 
Mudou-se com a família em 1962 para São Paulo, onde começou a pintar quatro anos depois. Em 1968 fez sua primeira exposição, que seria seguida pela sua mudança para a Europa, onde permaneceria por cinco anos expondo em importantes certames artísticos internacionais, como a Trienal de Bratislava (1972), a Feira Internacional de Arte de Dusseldorf (1973) e o Salon International d'Art Contemporain de Paris (1973).
Tem obras no MAC, MASP e MAM de São Paulo, no Museu Internacional de Arte Naïf do Rio de Janeiro, e foi objeto de estudo crítico por ensaístas como Roberto Pontual, Walmir Ayala e Max Fourny. [carece de fontes?]